# Il sole ingannatore 2
Il sole ingannatore 2 (titolo originale in russo cirillico Утомлённые солнцем 2, Utomlyonnye solntsem 2) è un film drammatico russo del 2010, diretto ed interpretato da Nikita Michalkov.
Sequel del film del medesimo regista del 1994, Sole ingannatore, ambientato nel fronte orientale della seconda guerra mondiale, il film si compone di due parti: Exodus (Предстояние) e Cittadella (Цитадель).

## Trama
Il film inizia nel giugno 1941. Sono passati cinque anni da quando le vite e i destini dei protagonisti di Sole ingannatore sono inesorabilmente cambiati.

## Produzione e distribuzione
Il film è stato proiettato in concorso al Festival di Cannes 2010, nonostante avesse già avuto la sua distribuzione prima del festival. A Cannes ha ricevuto una standing ovation, ma nessun premio.
Il sole ingannatore 2 ha avuto il più grande budget di produzione mai visto nel cinema russo (55 milioni di dollari), ma si è rivelato essere il più grande flop al box office della Russia (poco più di 8 milioni di dollari), nonostante la massiccia promozione in Russia, che comprendeva una prima all'interno del Cremlino.

## Accoglienza
Inoltre ha ricevuto recensioni negative da parte della critica, sia in Russia che all'estero. È stato stroncato per inesattezze storiche e per la recitazione, ma anche per la rottura con la trama del primo film: ad esempio, il personaggio di Nadja, secondo la cronologia di Sole ingannatore dovrebbe avere 11 anni, ma in questo sequel è adulta.

## Cast
- Nikita Michalkov interpreta il Col. Sergej Petrovič Kotov
- Oleg Menšikov interpreta Mitja
- Michail Olegovič Efremov interpreta
- Dmitrij Djužev interpreta Vanja
- Vladimir Adolfovič Il'in interpreta Kirik
- Evgenij Vital'evič Mironov interpreta Izjumov
- Nadežda Michalkova interpreta Nadja
- Andrej Merzlikin interpreta Nikolaj
- Andrej Panin interpreta Kravec
- Sergej Makoveckij interpreta Lunin
- Viktorija Tolstoganova interprete Marusija
- Angelina Mirimskaja interpreta Lyuba
- Tagir Rachimov in un Cameo